# Auasz (miasto)
Auasz – miasto w Etiopii, w regionie Afar. Według danych szacunkowych na rok 2005 liczy 11 053 mieszkańców.